# Madina (Mali)
Pour les articles homonymes, voir Madina.
Madina est une commune rurale malienne, située dans le pays de la Kaarta, de l'arrondissement de Madina dans le cercle de Sébékoro et la région de Kita.

## Villages et hameaux
La commune s'étend sur 10 localités relevées lors du recensement général de 2009.
Les villages les plus peuplés sont :
- Guénikoro (4 094 habitants)
- Moro Moro (3 551 habitants)
- Kollé (1 771 habitants)